# Boutigny-Prouais
Boutigny-Prouais település Franciaországban, Eure-et-Loir megyében. Lakosainak száma 1708 fő (2022. január 1.). Boutigny-Prouais Bourdonné, Condé-sur-Vesgre, Dannemarie, Grandchamp, Maulette, Broué és Goussainville községekkel határos.

## Népesség
A település népességének változása:
| Lakosok száma | 533  | 1087 | 1318 | 1641 | 1840 | 1777 | 1745 | 1699 | 1676 | 1708 |
|               | 1968 | 1982 | 1990 | 2006 | 2013 | 2015 | 2017 | 2019 | 2020 | 2022 |